# Paradossenus minimus
Espèce
Synonymes
- Xingusiella minima Mello-Leitão, 1940

Paradossenus minimus est une espèce d'araignées aranéomorphes de la famille des Trechaleidae.

## Distribution
Cette espèce est endémique du Brésil. Elle se rencontre au Pará et au Mato Grosso.

## Description
La carapace de la femelle décrite par Carico et Silva en 2010 mesure 2,6 mm de long sur 2,4 mm de large et l'abdomen 3,6 mm de long.

## Publication originale
- Mello-Leitão, 1940 : Aranhas do Xingu colhidas pelo Dr. Henry Leonardos. Anais da Academia Brasileira de Ciências, vol. 12, p. 21-32.